# Fahnengasse
Die Fahnengasse befindet sich im 1. Wiener Gemeindebezirk, der Inneren Stadt. Sie wurde 1898 nach dem sogenannten Fahnentumult benannt, der sich hundert Jahre zuvor in unmittelbarer Nähe, in der französischen Botschaft in der Wallnerstraße, abgespielt hatte.

## Geschichte
Die Fahnengasse lag früher etwas weiter südlich als heute, etwa im Bereich Wallnerstraße 3 und Herrengasse 8. Sie galt im Mittelalter als Teil der Wallnerstraße. 1770 war sie als Liechtensteinisches Gässchen eine Sackgasse; der Name bezog sich auf das hier gelegene Palais Liechtenstein. Seit 1786 sprach man vom Brunngässl oder von der Brunngasse, weil sich im Mittelalter ein Brunnenhaus hier befand, das zur Badstube Die Kanzlerin gehörte.

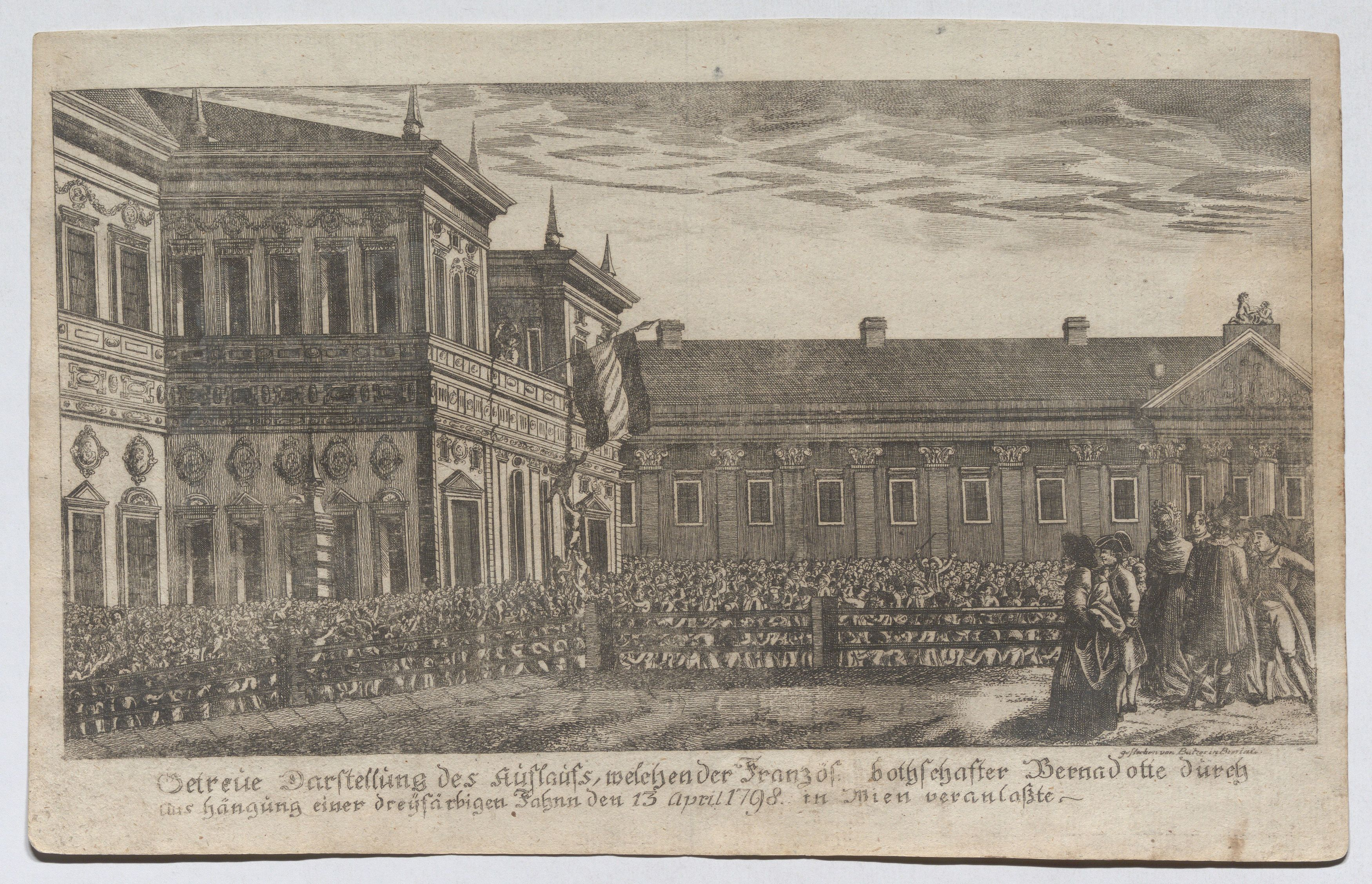
Zeitgenössische Darstellung des „Fahnentumults“. Kupferstich von Anton Balzer.

Im April 1798 hisste der französische Botschafter in Wien, Jean Baptiste Bernadotte, im Zuge eines Festes die Fahne der Französischen Revolution. Dies wurde als Provokation aufgefasst, und rasch kam es zu einer großen Demonstration, bei der die Bevölkerung vor dem Gebäude zusammenströmte und es schließlich stürmte. Bernadotte musste die Stadt verlassen. 1894 wurde die Brunngasse zum Gedenken an den Tumult um die französische Fahne in Fahnengasse umbenannt. Als das Palais Liechtenstein 1913 abgerissen wurde, kam es zur Verlegung der Gasse an den heutigen Standort.

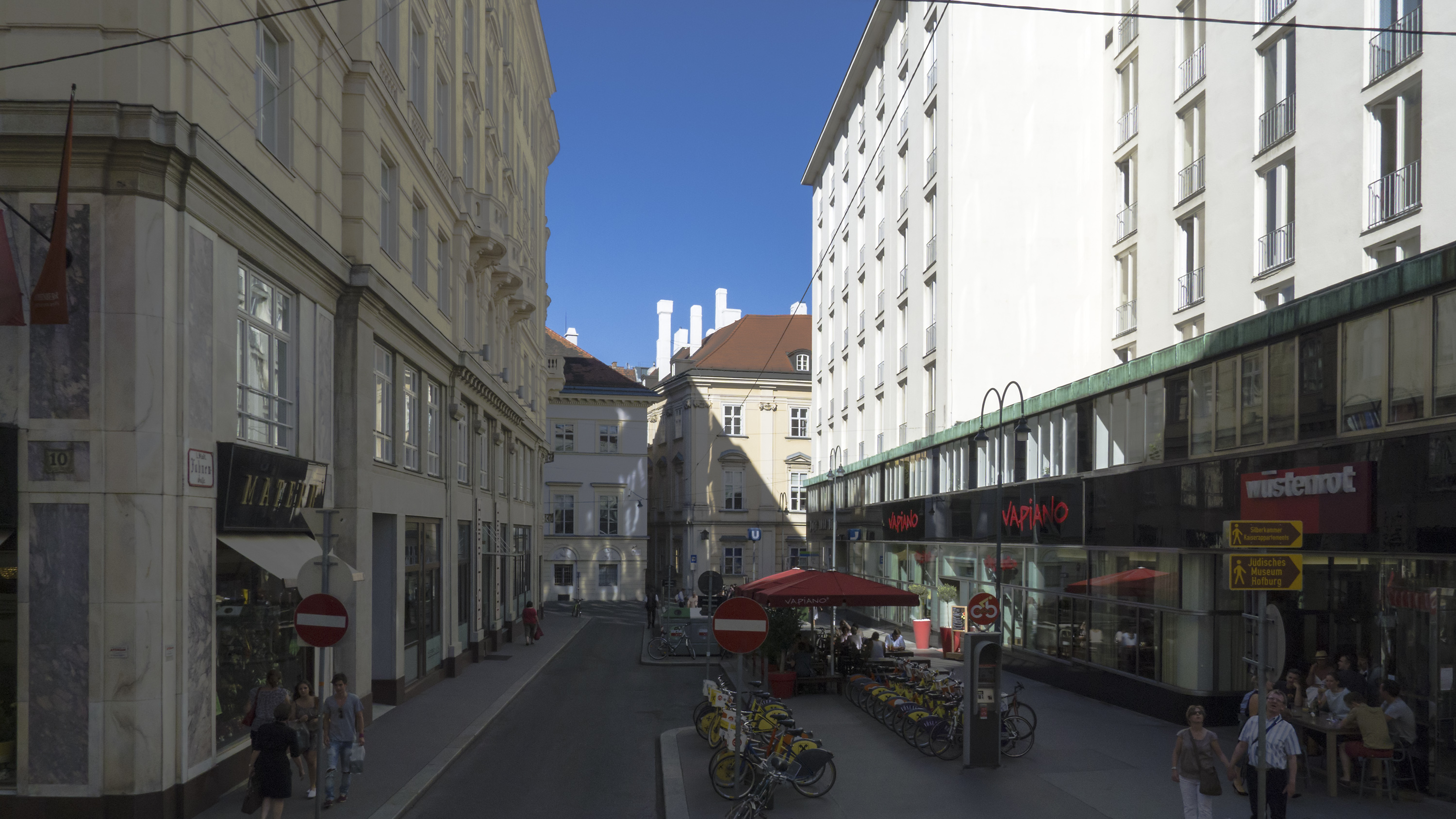
Die Fahnengasse von der Herrengasse aus gesehen

## Lage und Charakteristik
Die kurze Fahnengasse verläuft von der Herrengasse in nordöstlicher Richtung bis zur Wallnerstraße. Eine Fahrspur ist für Autos als Einbahnstraße in umgekehrter Richtung befahrbar, während der übrige Teil der Gasse den Fußgängern vorbehalten bleibt.
Unter der Fahnengasse verläuft die Trasse der U-Bahn-Linie U3 mit der Station Herrengasse. Einer der Abgänge zur U-Bahn liegt in der Mitte der Fahnengasse.
In der Fahnengasse gibt es Lokale und Geschäfte. Zahlreiche Touristen bilden gemeinsam mit der einheimischen Bevölkerung, die hier zu tun hat, ein relativ großes Fußgängeraufkommen.
Die Gebäude an der Fahnengasse stammen aus der ersten Hälfte des 20. Jahrhunderts und stehen unter Denkmalschutz.

## Bauwerke

### Nr. 1: Herrenhof
Der freistehende Baublock zwischen Herrengasse, Fahnengasse, Wallnerstraße und Leopold-Figl-Gasse wurde 1913 von Viktor Siedek im neoklassizistischen Stil errichtet. Im Gebäude befanden sich bis 2006 das Café Herrenhof, ein bekannter Künstlertreff, und bis 1938 die Schule der Reformpädagogin Eugenie Schwarzwald. Heute ist das ganze Haus ein Hotel. Es liegt an der Hauptadresse Herrengasse 10.

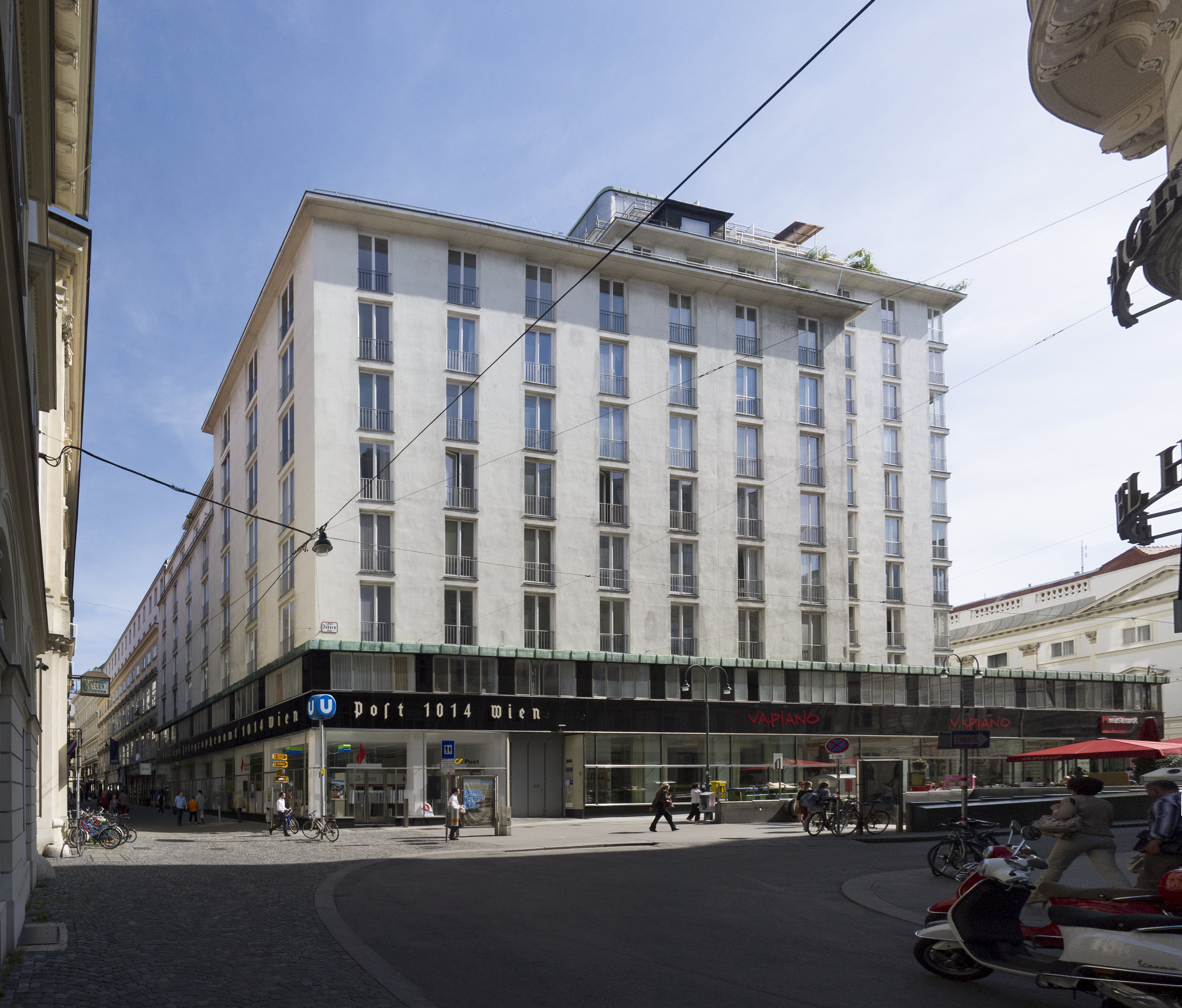
Hochhaus, Front Fahnengasse 2

### Nr. 2: Hochhaus
→ siehe auch Hauptartikel Hochhaus Herrengasse
An dieser Stelle befand sich einst die Liechtenstein’sche Winterreitschule, die 1872 in einen Konzertsaal umgewandelt wurde, der als Bösendorfer-Saal bis zum Abbruch des Gebäudes 1913 bestand und wegen seiner guten Akustik von zahlreichen prominenten Künstlern bespielt wurde. Der stattdessen geplante Bau von Gründerzeithäusern scheiterte, wodurch der Platz längere Zeit brach lag. Während der Ersten Republik kam es schließlich zum Projekt eines ersten Wiener Hochhauses, das nicht unumstritten war. Wegen der Lage inmitten der Wiener Innenstadt verwirklichte man letztlich einen mit 50 Meter Höhe moderat geratenen Prestigebau, den die Architekten Siegfried Theiss und Hans Jaksch unter Mitwirkung von Rudolf Saliger in den Jahren 1931 bis 1932 gestalteten. Der Bau, der von zahlreichen Prominenten bewohnt wurde, liegt zwischen Herrengasse, Fahnengasse und Wallnerstraße; die Hauptadresse ist Herrengasse 6–8.

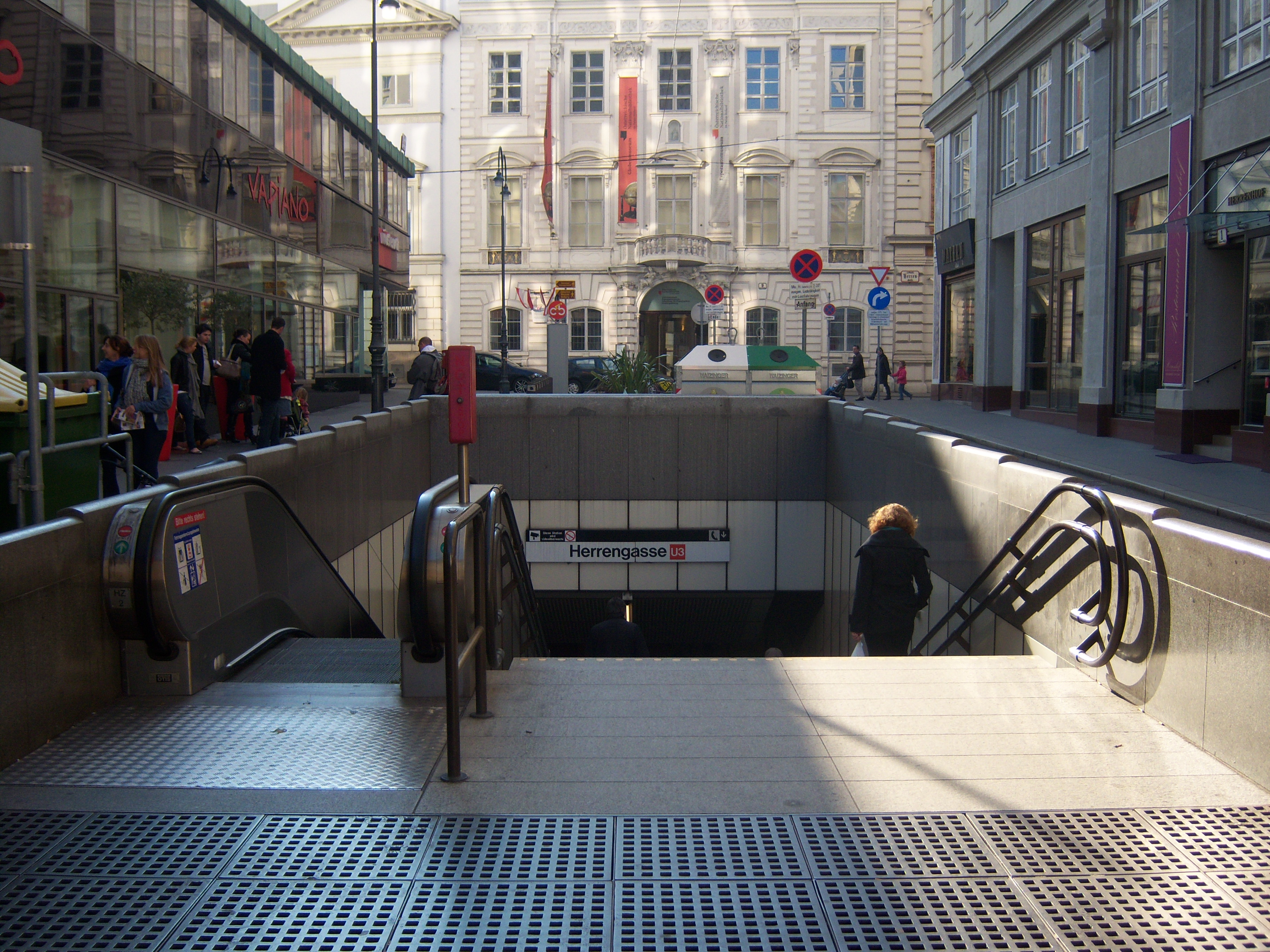
Abgang zur U3 in der Fahnengasse

### U-Bahn-Station Herrengasse
→ siehe auch Hauptartikel U-Bahn-Station Herrengasse
Direkt unter der Fahnengasse befindet sich zwischen Wallnerstraße und Minoritenplatz die U-Bahn-Station Herrengasse der U-Bahn-Linie U3. Sie wurde 1991 eröffnet. Einer der beiden Abgänge liegt in der Fahnengasse und ist mit Rolltreppen ausgestattet.